# Palaeorhiza latifacies
Palaeorhiza latifacies là một loài Hymenoptera trong họ Colletidae. Loài này được Hirashima mô tả khoa học năm 1988.